# Impédance (électricité)
Pour les articles homonymes, voir Impédance.
L'impédance électrique mesure l'opposition d'un circuit électrique au passage d'un courant alternatif sinusoïdal. La définition de l'impédance est une généralisation de la loi d'Ohm au courant alternatif. On passe de {\displaystyle R={\frac {U}{I}}} à {\displaystyle Z={\frac {U}{I}}}, mais avec {\displaystyle U} et {\displaystyle I} de formes sinusoïdales.
Le mot impédance fut inventé par Oliver Heaviside en juillet 1886. Il vient du verbe anglais to impede signifiant « retenir », « faire obstacle à » ; verbe qui dérive lui-même du latin impedire qui veut dire « entraver ».
La Commission électrotechnique internationale (CEI), définit l'impédance d'un dipôle linéaire passif de bornes A et B  en régime sinusoïdal de courant et de tension comme le quotient de la tension entre ses bornes et du courant qui le traverse. Soit formellement le quotient des nombres complexes phaseur {\displaystyle {\underline {U}}_{AB}} et phaseur {\displaystyle {\underline {I}}} : {\textstyle {\underline {Z}}={{\underline {U}}_{AB} \over {\underline {I}}}}
Le concept d'impédance permet d'appliquer au régime sinusoïdal les formules utilisées en régime continu, tout en intégrant l'effet d'éléments capacitifs et inductifs. 
Dans cet article, l'unité imaginaire s'écrit {\displaystyle j} et non  {\displaystyle i} pour éviter les confusions avec le courant. 

## Définitions et notations

### Impédance, résistance et réactance

Représentation graphique, dans le plan complexe, de l'impédance, la résistance et la réactance

L'impédance est un nombre complexe, en général noté {\displaystyle \scriptstyle {\underline {Z}}}.
La CEI préconise de nommer le module de l'impédance {\displaystyle {\underline {Z}}} par le terme impédance apparente, noté {\displaystyle Z\,}.
Soit un composant électrique ou un circuit alimenté par un courant sinusoïdal {\displaystyle I_{\circ }\sin(\omega t+\varphi _{i})}. Si la tension à ses bornes est {\displaystyle V_{\circ }\sin(\omega t+\varphi _{v})}, l'impédance du circuit ou du composant est définie comme le nombre complexe de module {\displaystyle {V_{\circ } \over I_{\circ }}} et d'argument {\displaystyle {\varphi }={\varphi _{v}}-{\varphi _{i}}\,}.
{\displaystyle |{\underline {Z}}|={\frac {V_{\circ }}{I_{\circ }}}} ;  {\displaystyle arg({\underline {Z}})=\varphi _{v}-\varphi _{i}=\varphi }
soit en notations polaire et trigonométrique : {\textstyle {\underline {Z}}={V_{\circ } \over I_{\circ }}e^{j\varphi }={V_{\circ } \over I_{\circ }}\left(\cos \varphi +j\sin \varphi \right)\,}
Le module de l'impédance est homogène à une résistance et se mesure en ohms.
Souvent, on utilise par abus de langage le terme impédance pour désigner son module.
Une impédance peut être représentée comme la somme d'une partie réelle et une partie imaginaire  :
{\displaystyle {\underline {Z}}=R+jX\,}
{\displaystyle \scriptstyle {R}} est la partie réelle dite résistive et {\displaystyle \scriptstyle {X}} est la partie imaginaire dite réactive ou réactance. 
Une réactance positive sera qualifiée d'inductive, alors qu'une réactance négative  sera qualifiée de capacitive.

### Admittance, conductance et susceptance
L'admittance est l'inverse de l'impédance :
{\displaystyle {\underline {Y}}={1 \over {\underline {Z}}}}
Ses parties réelle et imaginaire sont respectivement la conductance électrique et la susceptance. Admittance, conductance et susceptance se mesurent en siemens, l'inverse d'un ohm.

## Règles de calcul de circuits avec les impédances
On peut mettre en équation des circuits comprenant des impédances, de la même manière qu'on le fait avec des résistances en courant continu. Le résultat du calcul d'une tension ou d'un courant est, en général, un nombre complexe. Ce nombre complexe s'interprète de la façon suivante :
- Le module indique la valeur de la tension ou du courant calculé. Si les valeurs utilisées pour les sources étaient des valeurs crête, le résultat sera aussi une valeur crête. Si les valeurs utilisées étaient des valeurs efficaces, le résultat sera aussi une valeur efficace.
- L'argument de ce nombre complexe donne le déphasage par rapport à la source utilisée comme référence de phase. Si l'argument est positif, la tension ou le courant seront en avance de phase.

### Calculs d'impédances équivalentes
Le calcul de l'impédance équivalente d'un ensemble d'impédances se traite comme les résistances avec la loi d'Ohm à la condition d'effectuer les calculs avec les impédances sous forme complexe et non avec les modules de ces impédances.

#### Impédances en série

Ensemble de impédances en série.

L'impédance équivalente à des impédances en série est la somme des impédances. 
{\displaystyle {\underline {Z}}={\underline {Z}}_{1}+{\underline {Z}}_{2}+\cdots +{\underline {Z}}_{n}}

#### Impédances en parallèle

Ensemble de impédances en parallèle.

L'inverse de l'impédance équivalente à des impédances en parallèle est la somme des inverses des impédances.
{\displaystyle {\frac {1}{\underline {Z}}}={\frac {1}{{\underline {Z}}_{1}}}+{\frac {1}{{\underline {Z}}_{2}}}+\cdots +{\frac {1}{{\underline {Z}}_{n}}}}
L'admittance étant l'inverse de l'impédance on peut sommer les admittances :
{\displaystyle {\underline {Y}}={\underline {Y}}_{1}+{\underline {Y}}_{2}+\cdots +{\underline {Y}}_{n}}
Donc l'impédance équivalente à des impédances en parallèle est l'inverse de la somme de leurs inverses :
{\displaystyle {\underline {Z}}={1 \over {{1 \over {\underline {Z}}_{1}}+{1 \over {\underline {Z}}_{2}}+\cdots +{1 \over {\underline {Z}}_{n}}}}}

### Loi d'Ohm généralisée
La tension aux bornes d'une impédance est égale au produit de l'impédance par le courant :
{\displaystyle {\underline {U}}_{z}={\underline {Z}}\,{\underline {I}}_{z}\,}
Aussi bien l'impédance que le courant et la tension sont, en général, complexes.
Les lois de Kirchhoff s'appliquent de la même manière qu'en régime de tension  et de courant continu : « la somme des courants arrivant sur un nœud est nulle » et « la somme des tensions autour d'une maille est nulle », mais les courants et les tensions sont représentés par des nombres complexes.

### Validité des règles de calcul
Ces règles ne sont valables que :
- en régime sinusoïdal établi, c’est-à-dire avec des sources de tension et de courant sinusoïdales, une fois les phénomènes transitoires de départ disparus ;
- avec des composants supposés linéaires, c’est-à-dire des composants dont l'équation caractéristique (relation entre la tension à leurs bornes et l'intensité du courant qui les traverse) est assimilée à une équation différentielle linéaire à coefficients constants. Des composants non linéaires comme les diodes sont exclus. Les bobines à noyau ferromagnétique donneront seulement des résultats approchés et ce, à condition de ne pas dépasser les valeurs d'intensité au-dessus desquelles leur fonctionnement ne peut plus être considéré comme linéaire à la suite de la saturation qui intervient dans ces matériaux.

Si toutes les sources n'ont pas la même fréquence ou si les signaux ne sont pas sinusoïdaux, on peut décomposer le calcul en plusieurs étapes à chacune desquelles on pourra utiliser le formalisme d'impédances.

## Impédance des dipôles élémentaires
Afin de modéliser la réalité on utilise trois types de composants idéaux élémentaires.

### Résistance idéale
L'impédance d'une résistance idéale {\displaystyle R} est égale à {\displaystyle R} : 
{\displaystyle Z_{R}=R\,}.
C'est le seul composant à avoir une impédance purement réelle.

### Bobine idéale
L'impédance d'une bobine d'inductance {\displaystyle L} est : 
{\displaystyle {\underline {Z}}_{L}=j\omega L=L\omega e^{j{\frac {\pi }{2}}}\,}
où {\displaystyle \omega } est la pulsation du signal. Contrairement au cas précédent, cette impédance est purement imaginaire et dépend de la fréquence du signal.

### Condensateur idéal
L'impédance d'un condensateur idéal de capacité {\displaystyle C} est 
{\displaystyle {\underline {Z}}_{C}={1 \over j\omega C}={1 \over C\omega }e^{-j{\frac {\pi }{2}}}\,}.

### Composants réels
Les composants réels sont approchés par des modèles construits sous la forme d'impédances d'expressions complexes qui dépendent généralement de la fréquence et de l'amplitude du courant qui les traverse. Pour tenir compte des effets de la fréquence il faut généralement ajouter au modèle des dipôles élémentaires en série ou en parallèle. Par exemple, une résistance réelle présente, en général, une inductance en série avec sa résistance. Une résistance bobinée ressemble à une inductance, et elle peut avoir une valeur d'inductance significative. En haute fréquence, il est nécessaire d'adjoindre à ce modèle un condensateur en parallèle pour tenir compte des effets capacitifs existant entre deux spires contigües. 
De même, un condensateur et une bobine réels peuvent être modélisés en ajoutant une résistance en série ou en parallèle avec la capacité ou l'inductance pour tenir compte des défauts et pertes. Il faut même parfois ajouter des inductances au modèle d'un condensateur réel et des capacités au modèle d'une bobine.
Les écarts par rapport au modèle simple utilisé en basse fréquence peuvent devenir prédominants au-delà d'une certaine valeur de la fréquence.
Dans certains cas, il arrive qu'on ajoute une résistance dont la valeur dépend de la fréquence afin de tenir compte de l'évolution des pertes avec cette dernière.
D'une manière générale, il faut se souvenir qu'un modèle a toujours un domaine de validité.

## Impédance interne d'un générateur
Pour rendre compte des chutes de tension et des échauffements internes constatés lors de l'utilisation d'un générateur électrique de tension ou de courant sinusoïdal, le plus souvent un alternateur ou un transformateur, on modélise ce générateur réel par l'association d'un générateur idéal et d'une impédance appelée impédance interne du générateur.

### Modèle de Thévenin
Le modèle de Thévenin est le plus fréquent en électrotechnique (modèle de Kapp du transformateur ou modèle de Behn Eschenburg de l'alternateur) car il permet à la fois de rendre compte des pertes par effet Joule et de la chute de tension en charge. On associe en série un générateur de tension idéal avec une impédance inductive.

### Modèle de Norton
Le modèle de Norton associe en parallèle un générateur de courant idéal avec une impédance ou une admittance. Ce modèle n'a pas les mêmes pertes par effet joule que le montage qu'il modélise, c'est pourquoi il est principalement utilisé comme intermédiaire de calcul pour analyser la mise en parallèle de générateurs réels.

### Modèles plus complexes
Certains générateurs doivent être modélisés par des associations plus complexes de sources de puissance et d'impédances. Par exemple, le modèle le plus simple de la machine asynchrone utilisée en génératrice est constitué de l'association d'une résistance négative - elle fournit donc de la puissance - dont la valeur est liée au glissement, en série avec une inductance. Cet ensemble est en parallèle avec une impédance inductive assimilée à une inductance pure (bobine idéale). Ce modèle doit être alourdi si l'on souhaite prendre en compte les pertes magnétiques et les pertes par effet Joule au stator.

## Impédance et quadripôles

### Impédances d'entrée et de sortie
Un quadripôle chargé en sortie par une impédance de charge donnée se comporte, vu depuis ses bornes d'entrée, comme un dipôle passif dont on peut définir et mesurer l'impédance. Celle-ci est appelée impédance d'entrée du quadripôle.

### Ligne de transmission
L'impédance caractéristique d'une ligne de transmission idéale (c'est-à-dire sans perte) est définie par 
{\displaystyle Z_{c}={\sqrt {\frac {L}{C}}}}
où L et C sont respectivement le coefficient d'auto induction ou inductance et la capacité par unité de longueur de la ligne. Elle est indiquée dans les catalogues des constructeurs. Elle dépend :
- des dimensions des conducteurs, et de leur espacement ;
- de la constante diélectrique de l'isolant, dans la ligne coaxiale.

Valeurs typiques de l'impédance caractéristique : 
- 50 ou 75 ohms pour une ligne coaxiale ;
- 300 ohms pour une ligne bifilaire.

L'utilisation d'une ligne de transmission est principalement la transmission d'énergie électrique qui par une modulation appropriée supporte une information. La bonne transmission de cette information suppose le bon transfert de l'énergie ce qui suppose une bonne adaptation des impédances à l'entrée et la sortie du câble. Cette bonne adaptation se produit quand l'impédance des terminaisons est égale à l'impédance caractéristique du câble. Dans le cas contraire le transfert d'énergie n'est pas total et l'énergie non transférée fait demi tour ce qui présente des inconvénients par rapport au but recherché. C'est pour cela que quelques valeurs d'impédances caractéristiques ont été choisies pour faciliter le travail des concepteurs dans l'utilisation des câbles coaxiaux et de leur terminaison. (construction d'antennes, composants standards)

Représentation schématique des composants élémentaires d'une ligne de transmission.

Pour une ligne de transmission réelle (avec pertes), l'impédance caractéristique est un nombre complexe :
{\displaystyle {\underline {Z}}_{c}={\sqrt {\frac {R+j\omega L}{G+j\omega C}}}}
où R et G sont respectivement la résistance et la conductance de pertes par unité de longueur. 
On remarque qu'à haute fréquence ({\displaystyle \scriptstyle {\omega }} assez grand) R et G sont négligeables devant {\displaystyle \scriptstyle {j\omega L}} et {\displaystyle \scriptstyle {j\omega C}} d'où la bonne approximation sur une ligne réelle à haute fréquence de 
{\displaystyle Z_{c}={\sqrt {\frac {L}{C}}}}
Détermination pratique de l'impédance caractéristique :
elle dépend des paramètres physiques de la ligne.
Par exemple, pour un câble coaxial, {\displaystyle Z_{c}} dépend du rapport des diamètres du conducteur intérieur et du conducteur extérieur, ainsi que de la constante diélectrique de l'isolant. Les valeurs normalisées ont été adoptées parce qu'elles minimisent les pertes par effet Joule.  
Pour une ligne imprimée micro-ruban, l'impédance caractéristique dépend du rapport entre la largeur du ruban (W), de l'épaisseur (h) de l'isolant entre le ruban et le plan de masse, et de la constante diélectrique de l'isolant. 

## Adaptation d'impédances
L’adaptation d'impédances est une technique en électricité permettant d'optimiser le transfert d'une puissance électrique entre un émetteur (source) et un récepteur électrique (charge)  :
- dans le cas de quadripôles en cascade, l'impédance du récepteur doit être très grande par rapport à celle de l'émetteur. Le rendement est ainsi optimisé lorsqu'on a une désadaptation maximale ;
- la théorie de la puissance maximum détermine que l'impédance de la charge doit être le complexe conjugué de l'impédance du générateur ;
- en présence d'une ligne de transmission, l'impédance du récepteur doit être égale à l'impédance caractéristique de celle-ci pour éviter les réflexions.

## Méthodes de mesure d'une impédance

### Montages en pont
Il existe de très nombreux montages en pont, analogues au pont de Wheatstone utilisé pour la mesure des résistances, qui permettent de mesurer des impédances : pont de Sauty, pont de Maxwell…

### Appareils de mesure électroniques
Il existe une grande variété d'appareils commerciaux plus ou moins sophistiqués permettant de mesurer l'impédance d'un composant ou d'un dipôle. On les trouve sous les noms d'« analyseur d'impédance », « pont RLC », « pont de mesure électronique » etc.
Ils sont constitués d'un générateur de courant sinusoïdal créé à l'aide de la tension de sortie d'un oscillateur ajustable. Ce courant traverse le dipôle à mesurer et la décomposition de la tension à ses bornes en une composante en phase et l'autre en quadrature avec la tension délivrée par l'oscillateur permet de déterminer les parties réelle et imaginaire de l'impédance. La pulsation étant connue, il est possible à partir de la réactance d'afficher L ou C.
Les appareils les plus simples fonctionnent avec un oscillateur délivrant une tension d'amplitude et de fréquence fixe (souvent 1 kHz). Une composante continue est parfois ajoutée pour la mesure des condensateurs électrochimiques. Bien que les notices techniques indiquent des précisions de l'ordre du pour cent, il faut garder à l'esprit que la modélisation d'un dipôle par un modèle série (résistance Rs et réactance Xs) ou parallèle (résistance Rp et réactance Xp) dépend beaucoup de l'amplitude et de la fréquence de la tension à ses bornes. Certains ponts d'impédance automatiques permettent de régler ces paramètres.  
Comme pour les ohmmètres, il est parfois nécessaire de prendre des précautions de câblage : montage 4 fils ou utilisation d'une garde (blindage des fils de connexion par une enveloppe conductrice dont le potentiel est maintenu à une certaine valeur afin de limiter les erreurs dues aux impédances parasites).

## Techniques expérimentales basées sur la mesure de l'impédance

### Spectroscopie d'impédance - généralités
La spectroscopie d'impédance est un terme général qui recouvre l'ensemble des techniques consistant à mesurer et analyser l'impédance électrique d'un échantillon, en général en fonction de la fréquence, de manière à en tirer des informations sur ses propriétés physicochimiques. On parle également de spectroscopie diélectrique, quand elle est appliquée à des matériaux diélectriques.

### Applications médicales
Les balances impédancemètres permettent de séparer la masse graisseuse et la masse maigre lors d'une pesée. Aujourd'hui disponible commercialement, ces appareils exploitent les différences de conductivité entre ces différents tissus pour remonter à cette information.
La pneumographie d'impédance est une technique permettant de suivre les mouvements respiratoires (variations de volume des poumons) par les variations d'impédances entre des électrodes placées de manière appropriée,.
La tomographie d'impédance électrique est une technique d'imagerie du corps humain par laquelle on reconstitue une image en trois dimensions à partir de multiples mesures d'impédances entre des électrodes placées sur la peau.